# A Gangster and a Gentleman
A Gangster and a Gentleman è il primo album in studio da solista del rapper statunitense Styles P, pubblicato nel 2002 a nome Styles.

## Tracce
1. Intro – 0:33 – Styles
2. Good Times – 3:31
3. Y'all Know We In Here (featuring P. Killer Trackz & Swizz Beatz) – 3:48
4. A Gangster and a Gentleman – 4:32
5. Black Magic (featuring Angie Stone) – 4:28
6. Daddy Get That Cash (featuring Lil' Mo) – 3:40
7. Lick Shots (interpretato da The L.O.X.) – 4:24
8. And I Came To... (featuring Eve, Sheek Louch & Swizz Beatz) – 4:43
9. Get Paid (featuring The Brodhead Kids) – 3:43
10. Ass Bag (skit) – 2:00
11. I'm a Ruff Ryder (featuring Jadakiss) – 3:45
12. Soul Clap – 3:18
13. We Thugs (My Niggas) (interpretato da The L.O.X.) – 4:04
14. Styles (featuring Jadakiss) – 3:54
15. Barbershop (skit) – 3:42
16. Listen – 2:58 – Tank
17. Niggas Flippin' (skit) – 1:12
18. Y'all Don't Wanna Fuck (featuring M.O.P) – 4:34
19. Shit Done Changed (skit) (featuring Carf) – 2:07
20. Nobody Believes Me (interpretato da The L.O.X. featuring Cross) – 3:49
21. Dedication (skit) – 0:42
22. My Brother – 4:34 – Mr. Devine
23. Outro – 2:33
24. The Life (featuring Pharoahe Monch) – 3:09